# Atalaya capensis
Atalaya capensis är en kinesträdsväxtart som beskrevs av Robert Allen Dyer. Atalaya capensis ingår i släktet Atalaya och familjen kinesträdsväxter. Inga underarter finns listade i Catalogue of Life.